# Боуен (Илиноис)
Боуен (енгл. Bowen) град је у америчкој савезној држави Илиноис.

## Демографија
По попису из 2010. године број становника је 494, што је 41 (-7,7%) становника мање него 2000. године.
| Група             | 2000.       | 2010.       |
| Белци             | 533 (99,6%) | 483 (97,8%) |
| Афроамериканци    | 0 (0,0%)    | 3 (0,6%)    |
| Азијати           | 0 (0,0%)    | 0 (0,0%)    |
| Хиспаноамериканци | 1 (0,2%)    | 2 (0,4%)    |
| Укупно            | 535         | 494         |